# Vila urbană a lui Vladimir Herța
Vila urbană a lui Vladimir Herța (numită și Casa Herța) este un monument de arhitectură și istorie de însemnătate națională, introdus în Registrul monumentelor de istorie și cultură a municipiului Chișinău, amplasat în Centrul istoric, pe Bulevardul Ștefan cel Mare și Sfânt, 115A. Arhitectura casei este realizată în stil eclectic, în formele barocului vienez. 

## Istoric
Edificiul a fost construit în anul 1905 pe locul unei case ridicate în anii 30 ai secolului al XIX-lea de arhitectul orașului, O. Gasket. Din 1845, această casă este achiziționată de către moșierul Iorgu Balș, casă pe care o donează unui orfelinat ce i-a purtat numele, iar din anul 1903 a devenit proprietatea nobilul Vladimir Herța, consilier titular, jurist și om politic român, primar al orașului Chișinău.
În 1907 casa a fost transmisă Regimentului de infanterie „Volânia” pentru a găzdui biroul și întâlnirea ofițerilor.
În anii ’30 ai secolului al XX-lea, edificiul a fost transformat în „Teatrul Modern”, iar mai târziu a fost sediul Ministerului Basarabiei. La câțiva ani după moartea lui Herța, pe 26 noiembrie 1939 aici este înființată de către sculptorul Alexandru Plămădeală Pinacoteca Municipiului Chișinău.
În toamna anului 1940, după anexarea Basarabiei la URSS, Pinacoteca a fost reorganizată în Muzeului de arte al RSSM. În urma cutremurului din 1977 clădirea a fost avariată. În anul 2006 casa a fost restaurată, dar infecient, după părerea multor funcționari din domeniul patrimoniului cultural, Ministerul Culturii alocând peste 11 milioane de lei (MDL) adică aproximativ 553 mii euro.

## Descriere
Fațada principală a edificiului este somptuos decorată cu ornamente geometrice și vegetale bogat reliefate. Intrarea este amplasată lateral spre dreapta, iar în interior se afla un cabinet sau o capelă, ambele rezalite dominate de cupole de forme complexe, baroce. Decorația interioarelor abundă în ciubuce aurite, fresce și zugrăveli ale tavanelor și pereților.

## Galerie de imagini

Casa la începutul sec. XX
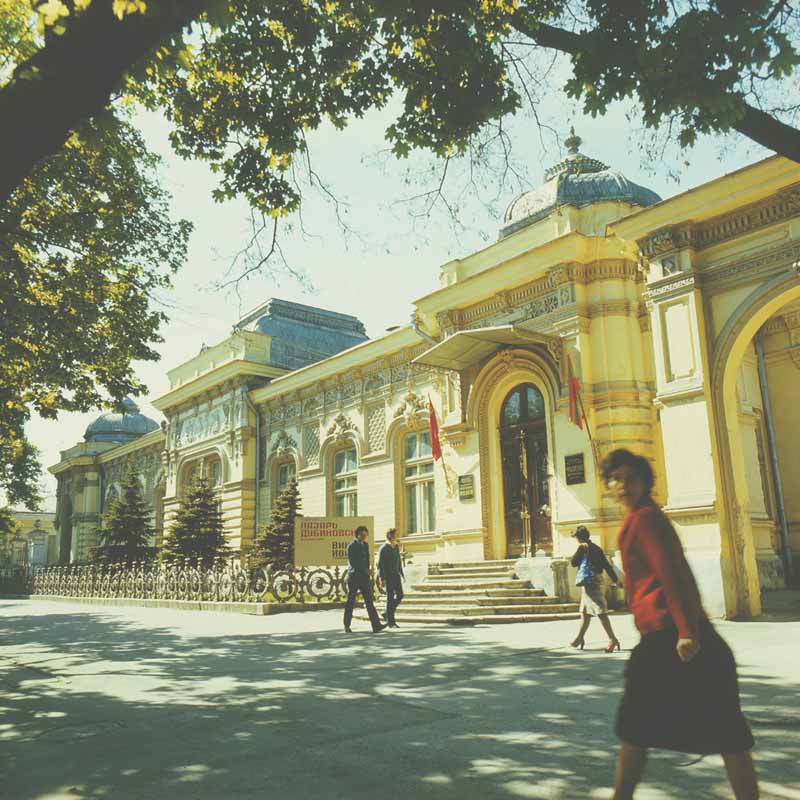
Edificiul în perioada sovietică.
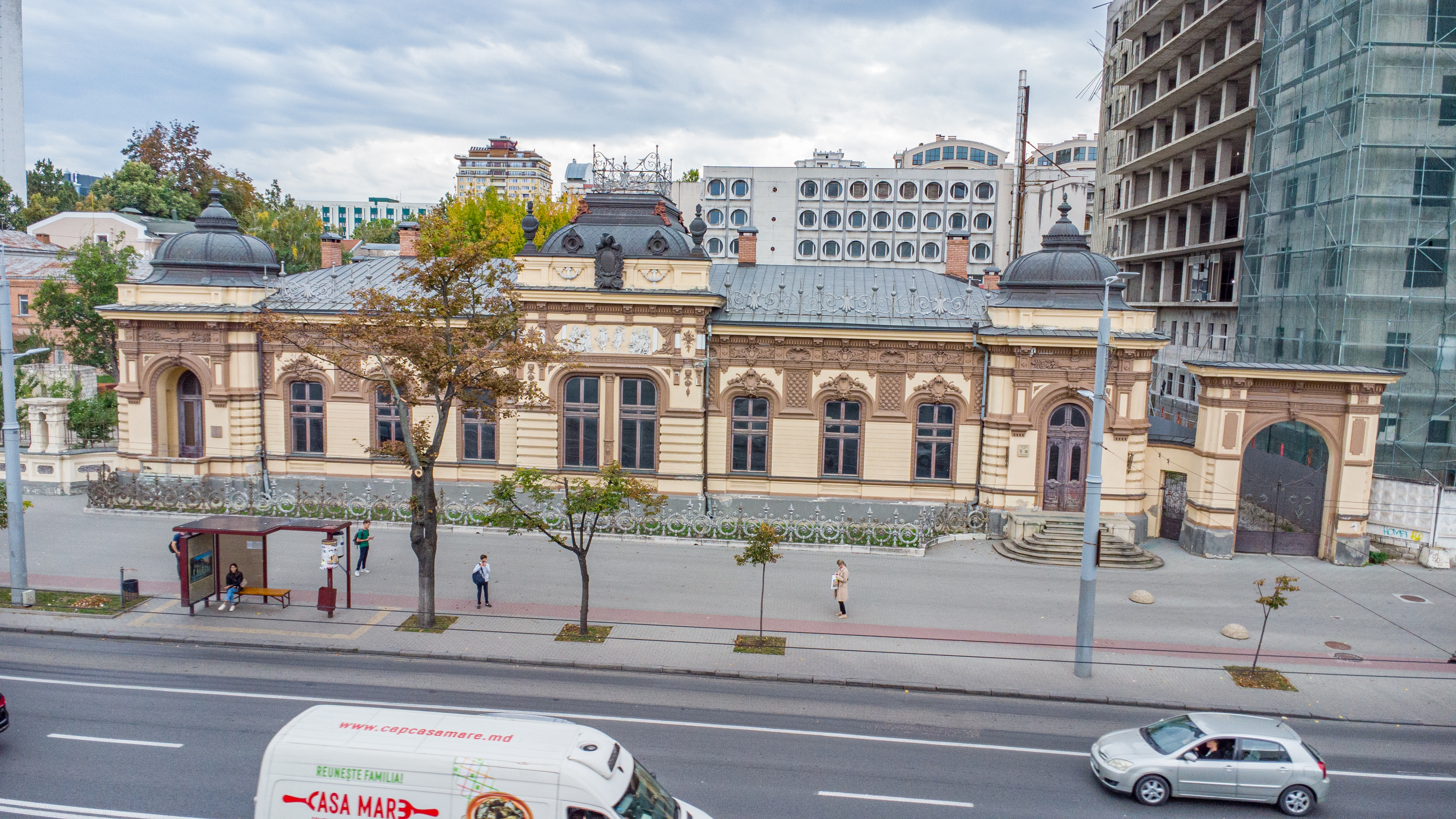
2022
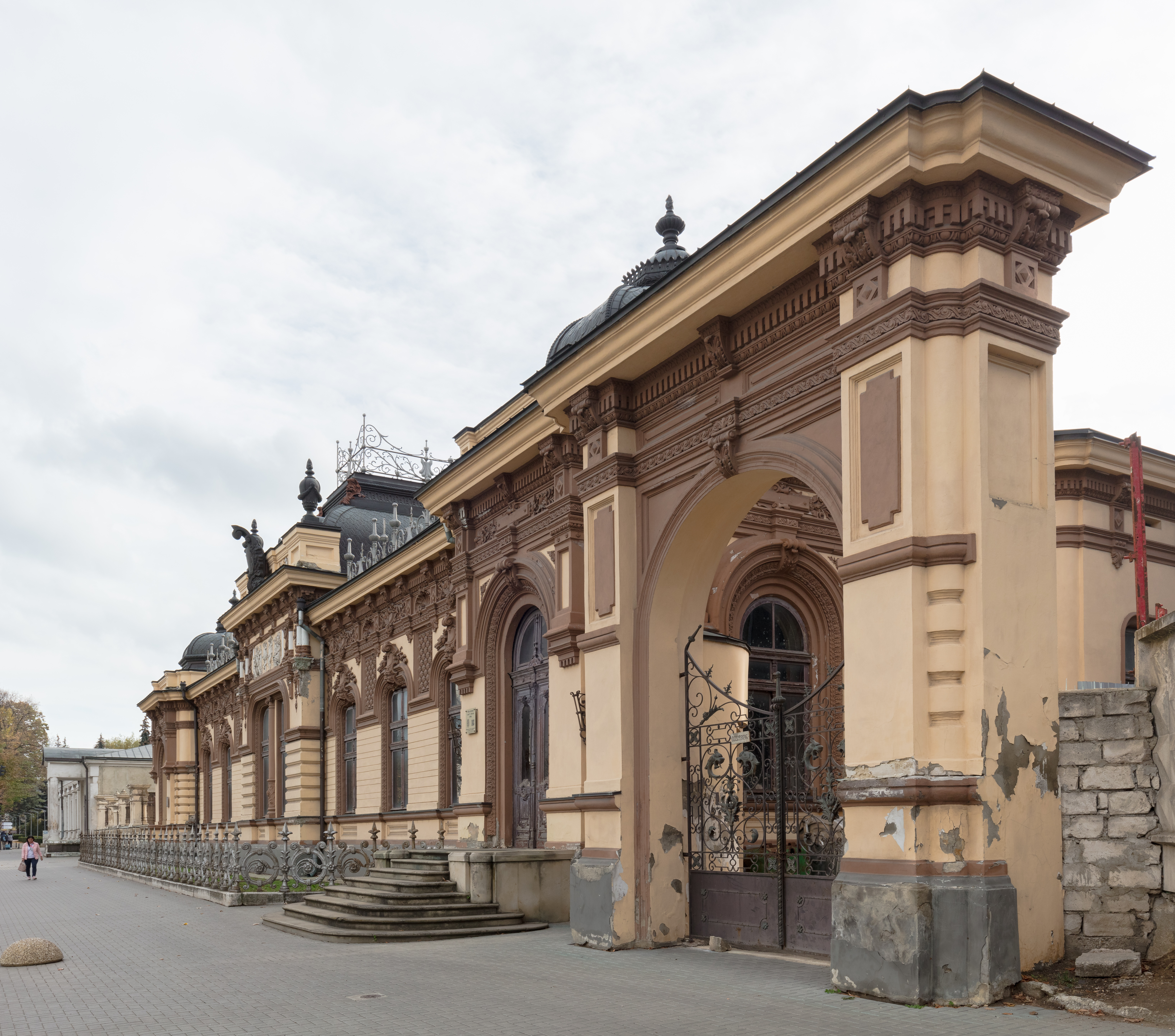
2023
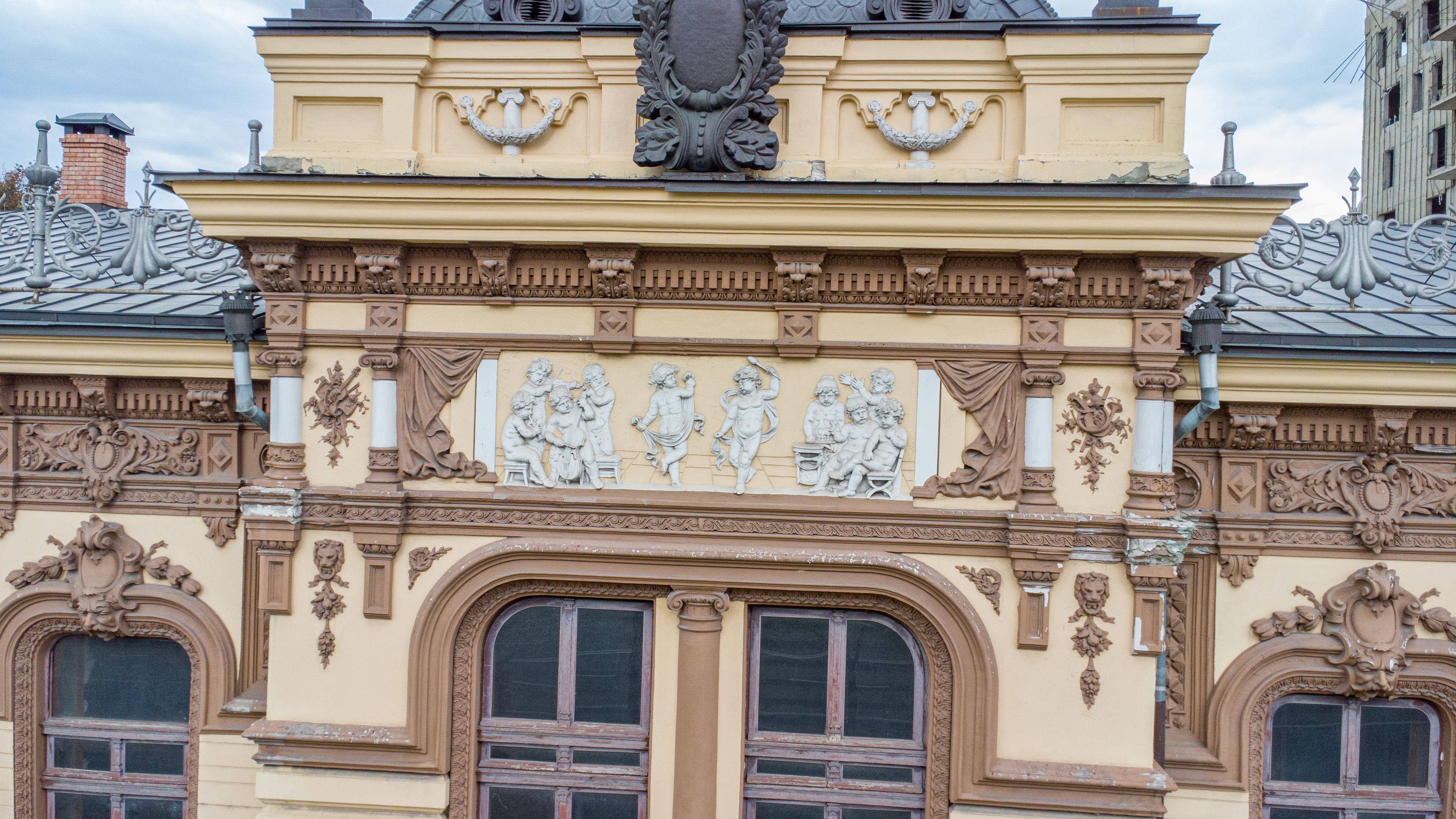
Detalii arhitecturale